# الأحياء الحضرية المستدامة
الأحياء الحضرية المستدامة (بالإنجليزية:Sustainable urban neighbourhood) هي تصميم حضري وجزء من نظرية القرن الواحد والعشرين للإصلاح الحضري والتي تبتعد عن تطور الضواحي التقليدي للولايات المتحدة الأميركية والمملكة المتحدة وتتوجه نحو نمط المدينة العالمية. نشأت في المملكة المتحدة في التسعينات وخاصة من قبل العمل الرائد لمركز دراسات واستشارات تحديث المناطق الحضرية في مانشستر.

## عن الأحياء الحضرية المستدامة
فكرة الأحياء الحضرية المستدامة مهمة في التصميم الحضري للمملكة المتحدة وتعتمد على التجربة والخبرة الواقعية للعيش والعمل ضمن مدينة واقعة في بلدات ومدن قائمة. وتعتقد أن المدن لا تنفصل عن العملية التاريخية التي شكلتها والتي أثرت على تعقيدات واضطرابات المناطق الحضرية القائمة، بدلا من اقتراح رؤية راديكالية جديدة. ويدعي المنادون بها أنها الحل لمبادئ التصميم الحضري لمكافحة الحضرية ما بعد الحرب والتي أمدت التراجع الحضري. مفهوم الأحياء الحضرية المستدامة هي واحدة من العديد من النماذج النظرية في العملية الجارية لفهم شكل هذه الأحياء في الواقع.
تأثرت فكرة الأحياء الحضرية المستدامة ب:
• حركة النمو الذكي للولايات المتحدة الأميركية، التي وضعت للحد من الزحف العمراني، تدعو إلى الكثافة السكانية المرتفعة، تعدد الاستخدام، المصادر المستدامة مع الحفاظ على المساحات المفتوحة. إنها تهدف إلى تعزيز الشعور بالانتماء إلى المجتمع، الإحساس بالمكان، وتعزز التنمية السكنية الأكثر كثافة، والإسكان كونها جزءا مهما من البيئة العمرانية.
• المدينة المدمجة التي وضعت للمدينة الممتدة تهدف إلى تقليل الاعتمادية على السيارة، انبعاثات ال CO2، مستويات استهلاك الطاقة، مشكلات الوصولية بشكل عام، إعادة استخدام البنية التحتية الموجودة، تعزيز المساحات الخضراء وتجديد المناطق الحضرية الموجودة لتحقيق جودة معيشية أفضل وتحقيق التفاعل الاقتصادي.
و تأثرت تحديدا ب:
• حركة التمدن الجديد، أهمية المناطق المحلية ضمن محتوى العولمة. كما تشير إلى تحالف معماريين مبتكرين مع المطورين والبنائين ردا على الزحف العمراني، وفشل التنمية الحضرية من خلال توفير مجتمعات عمرانية مع التنوع الثقافي للإسكان، وسهولة الحصول على العمل واللعب والمدارس، والنقل الفعال، وخلق مناطق حضرية ملائمة للعيش بشكل عام.
• حركة القرى الحضرية (في أواخر 1980s في المملكة المتحدة) – مرتبطة بالأصل مع كثافة عقد التنمية باعتبارها جزءا لا يتجزأ من نمط أوسع نطاقا من التشتت، وقد حان وقت متابعة إعادة تعمير المدن القائمة عن طريق زيادة الكثافة.

## خلفية

### الرحلة من مدينة
كان للثورة الصناعية تأثير مدمر على مدن بريطانيا، مع النمو السكاني الهائل في المدن الصناعية مثل مانشستر، وتمتد إلى ما بعد قدرتها، وكانت المدينة مكتظة والصرف الصحي محدودا، واتسمت بالجريمة والتلوث والازدحام، وأصبحت رمزا بائسا ونتيجة لذلك كان هناك نزوح جماعي من المدن في مختلف أنحاء القرن 19. في القرن العشرين، لم تعد المدينة البريطانية موطنا لشريحة من السكان في المناطق الحضرية، وأصبحت تتميز بأولئك الذين لا يستطيعون الهرب، وصارت ضاحية منخفضة الكثافة السكانية. النمو في عدد السيارات الخاصة أدى إلى التوسع في المدينة الأنجلو الأمريكية وفي الضواحي مترامية الأطراف. وبزيادة سهولة الحركة، ليس الناس فقط ولكن النشاط التجاري ترك المدينة الداخلية مهجورة، تحيط بها مناطق صناعية مترامية الأطراف ومجمعات الأعمال والضواحي.

### المدن القارية
الاختلاف الكبير مع المدينة الأنجلو الأمريكية هو النموذج القاري. والمثال النموذجي هو باريس، مع التغيرات الكبيرة فيها، كما تم تصميمها من قبل جورج هوسمان، يوجين في 1860 والذي قسم المدينة واصطفت المباني الكبيرة ذات الست طوابق، موفرة كثافة عالية ومباني متعددة الاستخدامات، مع أعداد كبيرة من سكان الطبقة المتوسطة. أبقى هذا الاتجاه القاري في المدن والبلدات على الشكل والكثافة والحيوية على مر القرون 19 و 20 كما يطمح الناس إلى شقة في المناطق الحضرية، بدلا من ترك المدينة لفلل الضواحي. ونتيجة لذلك، المدن القارية تظل مراكز مزدهرة حيث يعيش الناس في وقت واحد والعمل واللعب.

### الرؤى الحضرية الضائعة
كان لأفكار منظري القرن العشرين العظماء تأثيرا قويا على التخطيط الحضري المعاصر. ومن أفكار فشمان، يدعو الرائين الثلاثة الأكثر أهمية من القرن الماضي:
- بنيزر هوارد ومدينته الخضراء - وهو أن نهج اللامركزية وترك التطوير النهائي للمدينة للمواطنين أنفسهم والتجمعات ذات الكثافة العالية من مدن عديدة حديقة أو الطوعية، والتمتع بالحكم الذاتي للمجتمعات التي تتوسع عبر المناظر الطبيعية في المناطق الريفية. ويرتبط ذلك مع خطوط السكك الحديدية والقنوات، مما يوفر الفرص الاقتصادية والاجتماعية للمدينة العملاقة، مع الفوائد على وجودها في البلاد. كان يطلق عليها المدينة الاجتماعية، وتحقيق هاوارد ثالث المغناطيس، بلد بلدة (انظر http://en.wikipedia.org/wiki/File:Howard-three- ومع ذلك، تمت إساءة تفسيرها باعتبارها مدينة حديقية واحدة، ومرتبكة كما ضاحية الحديقة.هوارد لم يكن مخططا بعد ولكن رؤيته ألهمت حركة تخطيط المدن ما بعد الحرب.

- فرانك لويد رايت ومدينته الحقلية -لاقت رفضا مماثلا لرفض مدينة هوارد، وهذه الرؤية تنسج الأميركية المضادة للاحضرية التفكير، مع الاعتقاد في تأثير التكنولوجيا على التحرر والفرد الحر، وتبقي المدينة والريف منفصلتين: بيئة من صنع الإنسان أو المنازل الفردية ينتشر في جميع أنحاء الريف، كل واحدة منفصلة تنظر إلى الداخل وحدة من الحياة المنزلية والاقتصادية، يتخلل كلها مؤسسات المجتمع المتقدمة، ولكن مع عدم وجود نقطة مركزية للسلطة يتجمعون حولها، والمدينة الحقلية لاقت نجاحا شعبيا في التنفيذ، وأثرت على توسع الضواحي الأميركية المترامية الأطراف.

- لو كوربوزييه ومدينته الشعاعية - في البداية «المدينة المعاصر،» لتصبح «مدينة مشعة»، أوجد لو كوربوزييه احتفالا مباشرا بالمدينة باعبارها موقع تركز السلطة. وعلى النقيض من المنظرين السابقين، وبرؤيته لفوضى مدن القرن العشرين وعدم كفاءتها، اتجه هو نحو النظام والهدوء من خلال ناطحات السحاب في الحدائق مشكلة قطاع عمل عالي الكغاءة وبنفس الوقت جميل. وفي وسط المدينة تبادل معقد المركزية لجميع أنظمة النقل، مع ما تبقى من مدينة الذي قسم حسب القطاع الوظيفي. مدينة لو كوربوزييه توجهت نحو الأعلى بناطحات سحابها الرائعة وفهي مدينة مدمجة ولكنها لا تخلو من المناطق الخضراء.و هي منظمة حول مركز ادارتها أي في الموقع الذي يمكن المخطط من إيجاد انسجام اجتماعي من خلال التصميم الحضري. مثال على ذلك برازيليا، عاصمة البرازيل خططت وبنيت في عام 1956.

### النهضة العمرانية
بينما أخذت المدن البريطانية بالتدهور خلال القرن العشرين، أصبحت مبادئ تنمية الضواحي أساسا في المجالات المهنية والأكاديمية والعامة، وتشكل قوة كبيرة تحول دون الإصلاحفي المناطق الحضرية. إلا أن منذ أواخر 1980 شهدت المملكة المتحدة نهضة تدريجية من مناطقها الحضرية، وعلى وجه الخصوص، منذالحكومة الحضري تقرير فرقة العمل.
الصناعة الثقيلة والاكتظاظ اللذان تسببا في هروب أولي من المدينة قد ذهبت، في حين دورها كمراكز للنقل، ومواقع النشاط والإبداع والتفاعل وجها لوجه يغذي المالية التي هيمنت على الساحة حديثا، المعرفة والقطاعات الثقافية.
القنبلة في توظيف خدمة المستهلك التي قادتها الولايات المتحدة للأشخاص الذين يمتلكون مهارات كثيرة أدى إلى نشوء عملية التحسين. حيث المهنيين الشباب يعودون إلى المناطق الداخلية من المدينة. ومع ذلك يجادل البعض بأن عملية التحسين تركز على طبقة محددة وهي الطبقة المتوسطة الجديدة، مهمشة ومستبعدة الفقراء في المناطق الحضرية وتفتقر إلى أي شواغل الاستدامة البيئية.
رودلين وفالك يقولون أنه في القرن 21، لا يكفي إعادة تشكيل المدينة والضواحي المزيفة أو التشبث بالرؤى التي عفا عليها زمن القرن 20 في المناطق الحضرية. بل هناك حاجة نماذج عمرانية جديدة التي تشجع على المناطق الحضرية والإنسانية المرتكزة على البيئة. كما يفصل الورق الأخضر الأوروبي للبيئة الحضرية the European Green Paper for Urban Environment : المدينة متعددة الوظائف والخلاقة والتي هي أيضا مدينة يمكن العيش فيها هي المدينة الأقل تلوثا، ونظرية الأحياء الحضرية المستدامة تمثل هذه النماذج، وخصائصها المفتاحية موضحة في الأدنى.

## تحديد العناصر المحدِدَة
تحدد هذه النقاط عناصر التصميم في المناطق الحضرية، بالمقارنة مع التصميم في الضواحي. إذ جددت الضغوطات البيئية والتغييرات الاجتماعية والديموغرافية أهمية الحياة المدنية في القرن 21. ويجادل رودلن وفولك بأن نجاح النهضة العمرانية في المناطق الحضرية في المملكة المتحدة يتطلب التعرف إلى تقنيات البناء المدنبة، التي تتيح للمنطقة الحضرية أن تصبح حي.
- الموقع: تقع الأحياء الحضرية المستدامة ضمن مدن قائمة، وهي رؤيا حضرية تعمل مع تعقيدات واضطرابات المناطق الحضرية القائمة.

- ارتفاع الكثافة: تزيد المنشآت المتراصة استمرار النموذج المدني. فمثلاً، تشير البحوث المؤثرة أن الطاقة المستخدمة لغايات النقل تقل بازدياد الكثافة السكانية في المنطقة.إذ أن مفتاح زيادة المشي وركوب الدراجات ووسائل النقل العامة هو التراص البُنياني: فإن بُنبيت المجمعات السكنية في منطقة قريبة من المرافق ستقل مدة التنقل، وستشجع الأفراد على استخدام وسائل النقل التي تعمل على الطاقة المتجددة. وتتضمن هذه الخيارات العديدة تطوير مواقع الأراض المهجورة وساحات اصطفاف السيارات، وإعادة تطوير ممتلكات وعقارات المجلس البلدي، واستغلال المساحات التجارية الخالية وتكثيف مباني مساحات المجمعات السكنية الموجودة واستغلال المنازل الفارغة بشكل أفضل وتقسيم المنازل الكبيرة إلى أجزاء أصغر.

- استخدامات غنية ومتنوعة: وسائل الراحة المتنوعة التي تقع بالقرب من بعضها، تشجع الناس على المشي وركوب الدراجات إلى المدرسة والعمل والمحلات التجارية. وبالرغم من أن الخدمات الأفقية المختلفة أكثر شيوعاً، إلا أن الاستثمارات الصغيرة التي تقدم الخدمات بتوزيعها ضمن المبنى نفسه بإنشاء طابق أرضي تجاري، وبناء مسطحات سكنية وشقق سكنية فوقه، تؤدي إلى إنشاء الطرق الرئيسية والطرق الفرعية التي تشكل قلب الحي ومركزه. لكنَ نوع الإسكان هذا غير مرغوب فيه في المملكة المتحدة، لذلك، وحاولت الأنظمة المدبرة تجنب حدوث المشاكل، بفصل الخدمات. وإحدى تلك الخيارات هي خطة «العيش فوق المحلات التجارية». ومثال على الاستثمار في بناء منشآت سكنية اللاستخدامات المتعددة هو مشروع استثمار البقعة الحضرية موهو، في «كاسل فيلد - مانتشستر»، الذي قام مصمموه بدمج الشقق السكنية بالمتاجر والحانات والمطاعم والمكاتب التي تقع في الطابق الأرضي.

- النفاذية: تشير النفاذية إلى سهولة تنقل الأفراد في المنطقة الحضرية، وليس السيارات. وهي تعتمد على هيكلة الطرق، بحيث تؤدي كل طرق إلى طريق آخر، وبحيث يتم تفادي الأجزاء الطويلة التي لا تحتوي على تقاطعات. هذا يعني أن جميع أجزاء الحي يمكن الوصول إليها، مع التأكيد على نقاط الحركة مثل مراكز التسوق، التي تزيد من ملاءمة المنشأة وترحيبها بالمشاة وتزيد من خصائصها الحضرية]. ولكن الشوارع الحضرية تؤدي دوراً مزدوجاً كطريق فرعي وشارع رئيسي، أما حركة المرور فهي مهمة للحيوية التجارية للمنطقة. وتصميم الشوارع التي تكيف حركة المرور بدون التأثير على حياة المشاة مهم للحفاظ على نفاذية كلى الطرفين[1]. SUNs هي مناطق حيوية، تنطوي عليها إعادة إحياء القول المأثور الروماني via vita est (الشوارع هي الحياة).

- الأحياء الحضرية: ليس هدف نظام الشوارع المتين توفير الحركة السلسة فقط. فهو عنصر تنظيمي مهم يعطي المنطقة شكلها وهيكلها. في المملكة المتحدة، يميل هذا النظام إلى أن يصبح شبكة غير منظمة تنمو مع مرور الوقت كشبكة العنكبوت. حيث تنطوي الأحياء الحضرية المستدامة على سلسلة شوارع تحدد نمو الأحياء الحضرية. فتطل واجهات المباني الأمامية على الشوارع العامة في حين يكون لها أقسام خاصة منفصلة تقع في الخلف. وهذا مختلف عن النمو في الضواحي حيث تحد الطرق المغلقة المنازل من الخلف. الجزء الحضري لحي ما مهم لتشكيل حياة عامة نشطة. مشاريع التطوير الصغيرة التي يشارك فيها مطورين مختلفين تخلق تنوعاً في الأبنية، ما يشكل الأساس الذي تبنى عليه الحياة الحضرية. ونجد ذلك مفقوداً أو مصطنعاً حين يُعطى المستثمر قطعة أرض كبيرة ليطورها، إذ أنه يفشل في الاحتفاظ بالطبيعة التقليدية للمناطق الحضرية. لأن المسطحات الحضرية الجيدة تخلق ارتباطاً بالمكان وليس بالمساحة، كما تولد الحيوية والوحدة في الحي.

- النقل الجيد: يكون نظام النقل العام الفعال حيوياً لذلك يجب تنظيم الأحياء الحضرية المستدامة بحيث تحقق تلك النتيجة، بحيث تكون مواقف الحافلات/ وحافلات الترام آمنة وسهلة الوصول من قبل أكبر عدد من الناس، لتشكل وسيلة نقل جيدة وبديلة للسيارات.

- القدرة على المشي: التقليل من استخدام السيارات له تأثير عميق على مستقبل أشكال التطور. كما هو مشار إليه، فالنفاذية الدخلية للأحياء الحضرية المستدامة مهم لخلق منطقة ملائمة للمشاة بحيث يكون المشي أو ركوب الدراجات هو الطريقة الفضلى للتنقل لجميع الرحلات. كما أن الوضوح مهم، والمقصود بذلك هو سهولة إدراك تفاصيل المنطقة الحضرية وفهم هيكلها. أما المعالم وتنوع الأبنية وتصاميم الشوارع التقليدية للشبكات أو الطرق الرئيسية المؤدية إلى المركز، فكلها تضيف إلى زيادة وضوح الحي.

- الاستدامة البيئية: الأولوية للتقدم الحضري حالياً تتطلب القدرة على الاستدامة البيئية لدمجها في التخطيط المكاني، وفي المخاوف الاقتصادية والاجتماعية كذلك. ولا يمكن تحقيق ذلك بالتركيز على التصميم التكنولوجي للبناء الفردي أو على السياسة العالمية الفسيحة. ويكمن التحدي في رفع المعايير وتغيير التطبيقات على نطاق الحي – سياسة متسعة بما يكفي لمعالجة المسائل البيئية ولكنها صغيرة بما يكفي للتحقيق تأثير عملي في حياة الناس. والهدف هو تقليل الخطية في أنظمة الموارد، عن طريق إغلاق بعض الدوائر لتشكيل الاستدامة وتحقيق نظام دائري على المستوى المحلي:

1. الطاقة: يميل الإسكان الحضري إلى تحقيق أفضل استغلال للطاقة بسبب كثافة بنيانيه وتمركزه بين المرافق والبنية التحتية. وتمتلك البنايات الحضرية ليونة من ناحية إعادة استخدامها وإعادة تدويرها لتستخدم في مهام مختلفة، كإعادة بناء مستودع قديم مثلا.الأحياء الحضرية المستدامة هي أيضا مناسبة تماما للتاثير البيئي في دمج الحرارة والطاقة (CHP) والتي لها تأثير كبير على فعالية استخدام الطاقة وتقليص التاثيرات البيئية لتوليد الكهرباء.
2. الماء: هنالك آلياتمحلية متعددة المستويات يمكن أن تساعد في تقريب أنظمة الموارد. ومثال على ذلك، تدوير الماء من الحمامات والمغاسل لتنظيف دورة المياه، والذي يعرف بإعادة تدوير المياه الرمادية، بحيث يمكن الاستفادة منها على المستوى الاقتصادي عند تزويد حي كامل بها.
3. إعادة التدوير: تشكل الكثافة الحضرية هنا ميزة، لأنها تنتج كمية كافية من النفايات المجمعة لدعم نظام تدوير حضري قابل للتطبيق اقتصادياً، لكن تطبيقه يكون عبر جمع النفايات من قبل عملاء متخصصين، وليست في المنزل. وترتبط بهذه النقطة إمكانية تنفيذ إعادة التدوير على مستوى الحي، مثال على ذلك، تبادل البضائع بشكل غير رسمي، مثل الأثاث.

هناك أولوية بيئية أخرى دمج المساحات الخضراء في الأحياء الحضرية المستدامة.و بما أن النوعية وليس الكمية، تبتعد المساحة المفتوحة عن نبض الحياة، وطبيعة الكثافة العالية في الحي، لذا، الفرص المتاحة لتحقيق أقصى قدر من الحياة البرية والتنوع هي أكثر أهمية من وجود مناطق خضراء واسعة موحدة، مثل الأشجار في الشوارع والحدائق والساحات والشرفات، وصناديق النوافذ، الباحات، الحدائق الخاصة وحدائق السطح.